# MS Freedom of the Seas
Freedom of the Seas је носилац "Freedom" класе. Њиме управља "Royal Caribbean International". Овај крузер је четврти по величини у свијету. Изграђен је у финском бродоградилишту у граду Турку. Дугачак је 338, а широк 56 метара. Састоји се од 18 палуба.